# 楊·艾里亞森
楊·艾里亞森（瑞典語：Jan Eliasson，1940年9月17日—），瑞典外交官，2005年9月13日至2006年9月11日擔任聯合國大會主席，2012年7月1日至2016年12月31日擔任聯合國常務副秘書長。楊·艾里亞森隸屬瑞典社會民主黨，曾擔任外交部大臣（2006年4月24日至2006年10月6日）。

## 生平
揚·艾里亞森出生在哥德堡。他是美國印第安納州戰地服務團的交換學生，（1957年至1958年）參加預備役軍官的軍事訓練後，他獲得瑞典海軍學院（1962年在1965年）碩士學位，在哥德堡大學獲得經濟學學位。他還擁有美利堅大學（1994年），哥德堡大學（2001）和烏普薩拉大學（2005年）榮譽學位。

## 荣誉

### 外国勋章奖章
- 一等白星勋章（英语：Order of the White Star）（爱沙尼亚，1995年9月8日批准，1995年9月11日颁发[3]）